# Grand Prix de Denain 1989
Il Grand Prix de Denain 1989, trentunesima edizione della corsa, si svolse il 6 aprile su un percorso con partenza e arrivo a Denain. Fu vinto dal belga Edwig Van Hooydonck della Superconfex-Yoko davanti ai francesi Thierry Marie e Franck Boucanville.

## Ordine d'arrivo (Top 10)
| Pos. | Corridore           | Squadra              | Tempo |
| ---- | ------------------- | -------------------- | ----- |
| 1    | Edwig Van Hooydonck | Superconfex-Yoko     |       |
| 2    | Thierry Marie       | Super U-Raleigh-Fiat |       |
| 3    | Franck Boucanville  | Fagor-MBK            |       |
| 4    | Philippe Leleu      | Toshiba              |       |
| 5    | Jan Mattheus        | Superconfex-Yoko     |       |
| 6    | Gérard Rué          | Super U-Raleigh-Fiat |       |
| 7    | Johnny Dauwe        | Domex-Weinmann       |       |
| 8    | Gino Van Hooydonck  | Superconfex-Yoko     |       |
| 9    | Marc Seynaeve       | Histor-Sigma         |       |
| 10   | Philippe Louviot    | Z-Peugeot            |       |